# Oraș-satelit
Oraș-satelit este o denumire folosită pentru a se referi la centrele urbane care sunt situate în zone metropolitane ale orașelor mai mari, dar sunt în esență independente de acestea.
Majoritatea locuitorilor fac naveta la orașul respectiv, care servește ca principala sursă a economiei. Din cauza proximități cu centrul urban mai mare, orașele au o creștere a populație mult mai rapidă decât alte așezări.

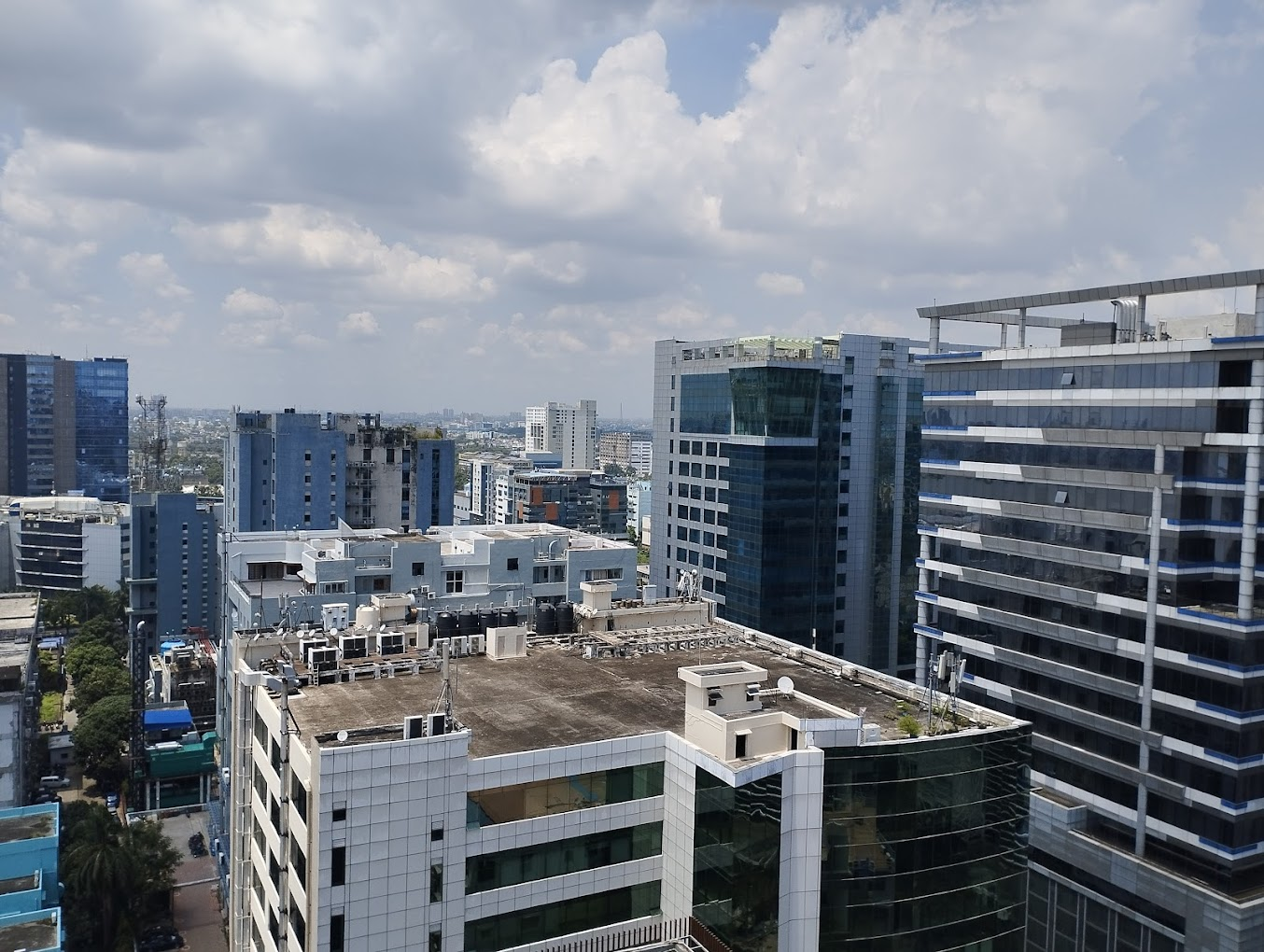
Salt Lake City; oraș satelit al orașului Kolkata, cu 670,000 locuitori

Orașele satelit diferă de  suburbii, subdiviziuni administrative sau și comunității de comunitari. 